# Hadrodactylus faciator
Hadrodactylus faciator är en stekelart som först beskrevs av Carl Peter Thunberg 1822.  Hadrodactylus faciator ingår i släktet Hadrodactylus och familjen brokparasitsteklar. Arten är reproducerande i Sverige. Inga underarter finns listade i Catalogue of Life.